# 印第安納州州旗
印第安納州州旗在1917年5月31日正式被官方启用，其设计者为保罗·哈德利。这是印第安纳州的第一面州旗，除了1955年官方对其标准进行了规范以外，该旗帜从未发生过任何改动。

## 历史

在州旗被采用之前所使用的旗帜，只是简单地将印第安纳州州徽印于布上

在1916年的时候，为了纪念印第安纳州加入联邦100周年，印第安纳州议会通过了为该州设计一面州旗的决议。应印第安纳州议会要求，印第安纳州美国革命女儿会举办了一场州旗设计大赛。为了鼓励民众积极参与到州旗的设计活动当中，获胜者将会获得100美元的现金奖励，这在当时是一笔不小的数目。美国革命女儿会前后共收到了200多个参赛作品，最终来自于印第安纳州穆尔斯维尔的保罗·哈德利获得了胜利。

## 外部連結
- Indiana's State Banner（页面存档备份，存于）
- Indiana State Flag（页面存档备份，存于）